# Région de Pardubice
La région de Pardubice (en tchèque : Pardubický kraj) est une des 14 régions de la Tchéquie. Elle couvre l'est de la Bohême et une petite partie de la Moravie. Sa capitale administrative est la ville de Pardubice.
La région est riche en sites historiques avec ses châteaux médiévaux, dressés depuis le XIIIe siècle sur les endroits stratégiques de la région. Le principal centre d'intéret des Monts de fer est le château de Lichnice. Depuis les ruines du château d´Oheb, on jouit d'une excellente vue sur la région dont la partie sud est dominée par le château de Rychmburk. 
Les monuments historiques les plus importants du point de vue architectural sont situés dans le nord de la région : les deux puissants châteaux de Litice nad Orlicí et de Kunětická hora témoignent de l'importance des seigneurs de Pernštejn, fondateurs d'une vieille famille de l'aristocratie morave. 

## Districts
La région comprend quatre districts :
- le district de Chrudim (chef-lieu : Chrudim) ;
- le district de Pardubice (Pardubice) ;
- le district de Svitavy (Svitavy) ;
- le district de Ústí nad Orlicí (Ústí nad Orlicí).

## Principales villes
Population des dix principales communes du district au 1er janvier 2024 et évolution depuis le 1er janvier 2023 :
| Pardubice        | district de Pardubice      | 92 362 | en augmentation |
| Chrudim          | district de Chrudim        | 23 441 | en stagnation   |
| Svitavy          | district de Svitavy        | 16 108 | en diminution   |
| Česká Třebová    | district d'Ústí nad Orlicí | 15 119 | en diminution   |
| Ústí nad Orlicí  | district d'Ústí nad Orlicí | 14 098 | en diminution   |
| Vysoké Mýto      | district d'Ústí nad Orlicí | 12 412 | en augmentation |
| Litomyšl         | district de Svitavy        | 10 493 | en augmentation |
| Přelouč          | district de Pardubice      | 10 137 | en augmentation |
| Lanškroun        | district d'Ústí nad Orlicí | 9 849  | en augmentation |
| Moravská Třebová | district de Svitavy        | 9 715  | en augmentation |
| Hlinsko          | district de Chrudim        | 9 577  | en diminution   |
| Polička          | district de Svitavy        | 8 939  | en augmentation |
| Choceň           | district d'Ústí nad Orlicí | 8 662  | en diminution   |
| Holice           | district de Pardubice      | 6 767  | en diminution   |
| Letohrad         | district d'Ústí nad Orlicí | 6 445  | en diminution   |
| Žamberk          | district d'Ústí nad Orlicí | 5 917  | en diminution   |
| Skuteč           | district de Chrudim        | 5 042  | en diminution   |